# Берарди, Джованни
Джованни Берарди (итал. Giovanni Berardi; 1380, Коркумелло, сеньория Тальякоццо — 21 января 1449, Рим, Папская область) — итальянский куриальный кардинал. Архиепископ Тренто с 20 октября 1421 по 18 декабря 1439. Камерленго Священной Коллегии кардиналов с 1443 по 4 октября 1444. Великий пенитенциарий с 1444 по 21 января 1449. Декан Священной Коллегии Кардиналов с января 1445 по 21 января 1449. Кардинал-священник с титулом церкви Санти-Нерео-эд-Акиллео с 18 декабря 1439 по 7 марта 1444. Кардинал-епископ Палестрины с 7 марта 1444 по 21 января 1449.

## Ранние годы
Родился Джованни Берарди в 1380 году, в Коркумелло, епархия Марса. Происходил из знатной семьи графов Марси ди Тальякоццо. Сын Алессандро де Понтибуса. Его также указывали как Джованни де Понти и Де Понтибус, а также, как Иоанн де Таглиакоцио. Его называли кардиналом Тарентским.
Джованни Берарди изучал Священное Писание и философию. Лектор логики в Болонском университете с 1411 года по 1413 года.
Клирик Марси. Получил малые чины. Где, когда и кем был рукоположен в священники информация была не найдена.

## Епископ
20 октября 1421 года Джованни Берарди избран архиепископом Тренто, занимал епархию до своего возведения в кардиналы. Когда, где и кем был рукоположен, информация отсутствует.
Он был послан Папой Евгением IV на Базельский собор, но не был принят. Получил епархию Леона in commendam в 1435 году; держал её до своей смерти. 
Назначен папским легатом в Германии после избрания антипапы Феликса V в конце 1439 года.

## Кардинал
Возведён в кардинала-священника на консистории от 18 декабря 1439 года, получил красную шляпу и титул церкви Санти-Нерео-эд-Акиллео 8 января 1440 года.
26 марта 1440 года вернулся из Германии во Флоренцию, где находился Папа. На консистории, отмечаемой 20 мая 1440 года, он был назван папским легатом a latere при королях Сицилии и Арагона, чтобы восстановить мир между ними. Покинул Флоренцию после 7 декабря и вернулся 23 декабря 1441 года. 
Кардинал Джованни Берарди был замечен в Римской курии 24 октября 1442 года. Камерленго Священной Коллегии кардиналов с 1443 по 4 октября 1444 года. 
7 марта 1444 года кардинал Джованни Берарди был избран для сана кардиналов-епископов и субурбикарной епархии Палестрины, но он сохранил свою титулярную церковь in commendam. 
В конце 1444 года назначен великим пенитенциарием. Декан Священной Коллегии кардиналов с января 1445 года. 
10 апреля 1446 года занесён в список братства Святого Духа.  
Участвовал в Конклаве 1447 года, который избрал Папу Николая V. 
17 июня 1447 года он был назван среди кардиналов, которым было поручено дело о канонизации Бернардино Сиенского. 10 июня 1448 года он отказался от комменды бенедиктинского монастыря Сан-Пьетрон-ди-Виллановы, епархия Винченцы. Протектор Ордена отшельников Святого Августина. 
Скончался кардинал Джованни Берарди 21 января 1449 года, в Риме. Похоронен в капелле Сан-Никола-Толентино в церкви Сант-Агостино, Рим. 